# Wachenroth
Wachenroth ist ein Markt im Landkreis Erlangen-Höchstadt (Mittelfranken, Bayern).

## Geografie

### Lage
Wachenroth liegt ca. 20 Kilometer nordwestlich von Erlangen nahe der Bundesautobahn 3 im Tal der Reichen Ebrach am südlichen Rand des Steigerwaldes.

### Nachbargemeinden
Nachbargemeinden sind (im Norden beginnend im Uhrzeigersinn): Mühlhausen, Lonnerstadt, Vestenbergsgreuth und Schlüsselfeld.

### Gemeindegliederung
Die Gemeinde hat zehn Gemeindeteile (in Klammern ist der Siedlungstyp angegeben):
- Albach (Dorf)
- Buchfeld (Dorf)
- Eckartsmühle (Einöde)
- Hammermühle (Einöde)
- Horbach (Dorf)
- Reumannswind (Dorf)
- Volkersdorf (Weiler)
- Wachenroth (Hauptort)
- Warmersdorf (Dorf)
- Weingartsgreuth (Pfarrdorf)

Auf dem Gemeindegebiet befand sich die Einöde Fallmeisterei.
Es gibt die Gemarkungen Schirnsdorf (nur Gemarkungsteil 2), Wachenroth, Warmersdorf und Weingartsgreuth. Die Gemarkung Wachenroth hat eine Fläche von 14,025 km². Sie ist in 1940 Flurstücke aufgeteilt, die eine durchschnittliche Flurstücksfläche von 7229,15 m² haben. In ihr liegen neben dem namensgebenden Ort die Gemeindeteile Albach, Eckartsmühle, Hammermühle, Reumannswind und Volkersdorf.

## Geschichte

### Frühe Geschichte
Der Ortsname wurde bereits 815 als „Wachenrode“ erstmals urkundlich erwähnt. Der Ortsname leitet sich von einem gleichlautenden Flurnamen ab, dessen Grundwort rod (ahd. für Rodeland) und dessen Bestimmungswort der Personenname Wacho, Wahho ist. Es ist anzunehmen, dass von einer Person dieses Namens die Rodung durchgeführt wurde, um Land für eine Ansiedlung zu gewinnen. 1008 wurde der Ort als „Wahhanród“ erwähnt. Für die Gemeinde Wachenroth ist dies die erstmalige urkundliche Erwähnung (s. #Sonstiges).
1434 erhielt Wachenroth das Marktrecht.
Gegen Ende des 18. Jahrhunderts gab es in Wachenroth 69 Anwesen. Das Hochgericht übte das bambergische Centamt Wachenroth aus. Die Dorf- und Gemeindeherrschaft hatte das Kastenamt Wachenroth. Grundherren waren das Kastenamt Wachenroth (Schloss, 2 Wirtshäuser, 1 Gütleinhof, 1 Halbhof, 2 Höflein, 1 Mühle, 1 Brauhaus, 39 Sölden, 11 Häuser, 1 Schafhof), die Schönborn’sche Herrschaft Pommersfelden (1 Gut, 1 Sölde), das Rittergut Weingartsgreuth (4 Güter) und die Pfarrei Wachenroth (Pfarrhof). Außerdem gab es das Hirtenhaus, das Schulhaus und 2 Torhäuser, allesamt gemeindliche Gebäude.
1802 kam Wachenroth an das Kurfürstentum Bayern. Im Rahmen des Gemeindeedikts wurde 1808 der Steuerdistrikt und die Ruralgemeinde Wachenroth gebildet, zu denen Albach, Eckartsmühle, Hammermühle und Volkersdorf gehörten. Sie war in Verwaltung und Gerichtsbarkeit dem Landgericht Höchstadt zugeordnet und in der Finanzverwaltung dem Rentamt Höchstadt. In der freiwilligen Gerichtsbarkeit unterstanden 2 Anwesen dem Patrimonialgericht Pommersfelden (bis 1848) und 4 dem PG Weingartsgreuth (bis 1848). 1818 wurde Simmersdorf eingemeindet, das aber wieder 1824 nach Mühlhausen umgemeindet wurde. Ab 1862 gehörte Wachenroth zum Bezirksamt Höchstadt an der Aisch (1939 in Landkreis Höchstadt an der Aisch umbenannt) und zum Rentamt Höchstadt (1919 in Finanzamt Höchstadt umbenannt, 1929–1972: Finanzamt Forchheim, seit 1972: Finanzamt Erlangen). Die Gerichtsbarkeit blieb beim Landgericht Höchstadt (1879 in das Amtsgericht Höchstadt an der Aisch umgewandelt), von 1959 bis 1973 war das Amtsgericht Forchheim zuständig, seitdem ist es das Amtsgericht Erlangen. Die Gemeinde hatte ursprünglich eine Gebietsfläche von 11,722 km².

### Eingemeindungen
Am 1. Mai 1978 erfolgte die Eingemeindung der Gemeinde Weingartsgreuth mit den Gemeindeteilen Buchfeld, Horbach und Warmersdorf im Zuge der Gebietsreform. Am 1. Januar 1982 wurden Gebietsteile der Stadt Schlüsselfeld im Landkreis Bamberg (Reumannswind) aufgenommen.

### Einwohnerstatistik
Gemeinde Wachenroth
| Jahr      | 1819   | 1840   | 1852   | 1861   | 1867   | 1871   | 1875   | 1880   | 1885   | 1890   | 1895   | 1900   | 1905   | 1910   |
| --------- | ------ | ------ | ------ | ------ | ------ | ------ | ------ | ------ | ------ | ------ | ------ | ------ | ------ | ------ |
| Einwohner | 508    | 502    | 597    | 602    | 622    | 628    | 640    | 683    | 674    | 641    | 639    | 592    | 595    | 615    |
| Häuser    |        |        |        |        |        | 105    |        |        | 111    | 109    |        | 111    |        |        |
| Quelle    | [ 16 ] | [ 17 ] | [ 17 ] | [ 18 ] | [ 19 ] | [ 20 ] | [ 21 ] | [ 22 ] | [ 23 ] | [ 24 ] | [ 17 ] | [ 25 ] | [ 17 ] | [ 26 ] |
|           |        |        |        |        |        |        |        |        |        |        |        |        |        |        |
| Jahr      | 1919   | 1925   | 1933   | 1939   | 1946   | 1950   | 1961   | 1970   | 1987   | 2008   | 2013   | 2017   | 2021   |        |
| Einwohner | 597    | 574    | 583    | 575    | 906    | 844    | 702    | 754    | 1440   | 2198   | 2121   | 2191   | 2333   |        |
| Häuser    |        | 108    |        |        |        | 117    | 139    |        | 381    |        |        | 606    | 646    |        |
| Quelle    | [ 17 ] | [ 27 ] | [ 17 ] | [ 17 ] | [ 17 ] | [ 28 ] | [ 12 ] | [ 29 ] | [ 30 ] | [ 31 ] | [ 31 ] | [ 31 ] | [ 32 ] |        |

Ort Wachenroth
| Jahr      | 1819   | 1861   | 1871   | 1885   | 1900   | 1925   | 1950   | 1961   | 1970   | 1987   | 2022   |
| --------- | ------ | ------ | ------ | ------ | ------ | ------ | ------ | ------ | ------ | ------ | ------ |
| Einwohner | 354    | 429    | 433    | 479    | 411    | 409    | 642    | 562    | 608    | 674    | 1440   |
| Häuser    |        |        |        | 77     | 78     | 79     | 87     | 108    |        | 167    |        |
| Quelle    | [ 16 ] | [ 18 ] | [ 20 ] | [ 23 ] | [ 25 ] | [ 27 ] | [ 28 ] | [ 12 ] | [ 29 ] | [ 30 ] | [ 33 ] |

### Konfessionsstatistik
Gemäß dem Zensus 2011 waren  29,1 % der Einwohner evangelisch, 52,5 % römisch-katholisch und 18,4 % konfessionslos, gehörten einer anderen Glaubensgemeinschaft an oder machten keine Angabe. Die Zahl der Protestanten und vor allem die der Katholiken ist seitdem gesunken. Ende Dezember 2019 hatte Wachenroth (2255 Einwohner) 46,4 % Katholiken, 26,0 % Protestanten und 27,6 % hatten entweder eine andere oder keine Religionszugehörigkeit.

## Politik

### Bürgermeister
Erster Bürgermeister ist seit 26. April 2023 Reiner Braun (LoK). Sein Vorgänger war von 1996 bis 2022 Friedrich Gleitsmann (CSU). Dessen Vorgänger war von 1984 bis 1996 Johann Philipp (CSU).

### Marktgemeinderat
Der Marktgemeinderat hat 14 Mitglieder, zuzüglich des Ersten Bürgermeisters:
|      | CSU | SPD | UWG Weingartsgreuth | Horbacher WG | Liste objektive Kommunalpolitik | Gesamt   |
| 2020 | 4   | 2   | 2                   | 2            | 4                               | 14 Sitze |

Zum 1. Januar 2008 wurde Wachenroth aus der Verwaltungsgemeinschaft Höchstadt an der Aisch entlassen.

### Wappen und Flagge
Wappen
| Wappen der Gemeinde Wachenroth | Blasonierung: „In Blau eine durchgehende silberne Zinnenmauer, belegt mit einem goldenen Schildchen, darin ein mit einer silbernen Schrägleiste überdeckter, rot bewehrter schwarzer Löwe; über ihm wachsend ein rot gekleideter Wächter, der in ein silbernes Horn stößt, auf dem Kopf einen roten Spitzhut mit silbernem Stulp; im grünen Schildfuß ein silberner Wellenbalken, darin zwei zugewendete rote Krebse.“      |
| Wappen der Gemeinde Wachenroth | Wappenbegründung: Der Wächter steht redend für den Ortsnamen, wie er zu dieser Zeit gedeutet wurde. Der mit einem Schrägbalken belegte Löwe ist das Wappentier des Bistums Bamberg und erinnert an dessen Herrschaft in Wachenroth. Der Wellenbalken im Schildfuß stellt die Lage des Ortes an der Ebrach dar. Wachenroth erhielt 1518 vom Bamberger Bischof Georg Schenk von Limpurg (1505 bis 1522) ein Wappen verliehen. |

Flagge
Die Gemeindeflagge ist rot-blau.

## Verkehr
Die Staatsstraße 2260 verläuft an Volkersdorf und Güntersdorf vorbei nach Elsendorf (3,6 km westlich) bzw. nach Mühlhausen (4,2 km östlich). Die Kreisstraße ERH 23 verläuft nach Weingartsgreuth (2 km südöstlich). Gemeindeverbindungsstraßen verlaufen nach Reumannswind (1,7 km nordwestlich) und nach Albach zur Kreisstraße ERH 34 (2,1 km nördlich).

## Persönlichkeiten

### Ehrenbürger
- Johann Enter (* 16. September 1878 in Bamberg), Pfarrer in Wachenroth seit dem 1. Oktober 1930, Ehrenbürger der Gemeinden Wachenroth und Oberscheinfeld
- Kaspar Röckelein (* 25. Dezember 1919; † 15. Dezember 2016), Großunternehmer aus Wachenroth und Seniorchef der Kaspar Röckelein KG
- Anton Murk (* 24. Mai 1930; † 11. August 2019), Großunternehmer aus Wachenroth und Inhaber des Bekleidungshauses Murk
- Johann „Hans“ Philipp (* 5. August 1933; † 7. März 2020), Altbürgermeister von Wachenroth

### In Wachenroth geboren
(auch in Orten, die heutige Ortsteile sind)
- Carl Wilhelm Hahn (1786–1835), Arachnologe, Entomologe und Ornithologe, in Weingartsgreuth geboren
- Karl Alexander von Seckendorff-Aberdar (1803–1855), württembergischer Obersthofmeister, in Weingartsgreuth geboren
- Valentin Zeileis (1873–1939), Pionier der elektrophysikalischen Therapie

## Sonstiges
Im Jahr 2008 feierte der Markt Wachenroth sein 1000-jähriges Bestehen mit zahlreichen Veranstaltungen und Aktionen. Ein Mittelaltermarkt fand vom 23. bis 25. Mai statt.